# Гі Лапебі
Гі Лапебі (фр. Guy Lapébie, 28 листопада 1916 — 8 березня 2010) — французький велогонщик.
Олімпійський чемпіон 1936 (командна шосейна гонка), 1936 (командна гонка переслідування на 4000 м) років, срібний призер 1936 року в груповій шосейній гонці.